# Liste der Baudenkmale in Rysum
Die Liste der Baudenkmale in Rysum enthält die nach dem Niedersächsischen Denkmalschutzgesetz geschützten Baudenkmale in dem ostfriesischen Ort Rysum, der zu der Gemeinde Krummhörn gehört. Die Auflistung ist ein Teilauszug der offiziellen Denkmalliste Krummhörns. Die Quelle der Baudenkmale ist der Denkmalatlas Niedersachsen. Der Stand der Liste ist der 3. Februar 2024.

## Allgemein
In den Spalten befinden sich folgende Informationen:
- Lage: die Adresse des Baudenkmales und die geographischen Koordinaten. Kartenansicht, um Koordinaten zu setzen. In der Kartenansicht sind Baudenkmale ohne Koordinaten mit einem roten Marker dargestellt und können in der Karte gesetzt werden. Baudenkmale ohne Bild sind mit einem blauen Marker gekennzeichnet, Baudenkmale mit Bild mit einem grünen Marker.
- Bezeichnung: Bezeichnung des Baudenkmales
- Beschreibung: die Beschreibung des Baudenkmales. Unter § 3 Abs. 2 NDSchG werden Einzeldenkmale und unter § 3 Abs. 3 NDSchG Gruppen baulicher Anlagen und deren Bestandteile ausgewiesen.
- ID: die Objekt-ID des Baudenkmales
- Bild: ein Bild des Baudenkmales, ggf. zusätzlich mit einem Link zu weiteren Fotos des Baudenkmals im Medienarchiv Wikimedia Commons. Wenn man auf das Kamerasymbol klickt, können Fotos zu Baudenkmalen aus dieser Liste hochgeladen werden:

| Lage                       | Bezeichnung                    | Beschreibung | ID       | Bild |
| -------------------------- | ------------------------------ | --- | -------- | ---- |
| 53° 22′ 45″ N, 7° 1′ 58″ O | Denkmalgruppe Wurtendorf Rysum | Kreisrundes Wurtendorf mit konzentrisch angelegten Ringstraßen und radial dazu verlaufenden Lohnen. Innerhalb des äußeren, am Warftfuß gelegenen Rings die großen Hofstellen, auf halber Höhe mittelgroße Hofstellen, im inneren Ring um die zentral platzierte Kirche herum die Handwerkerhäuser. Drei Quartiere ehemaliger Handwerker- und Landarbeiterhäuser entlang der Lohnen im Nordosten, Nordwesten und Südwesten. Vieh- und Wasserlöschteiche auf der Wurt und eingedeichte Grünfläche westlich der Wurt (Zingel). | 34633511 | BW   |

| Lage                                                               | Bezeichnung                                            | Beschreibung | ID       | Bild           |
| ------------------------------------------------------------------ | ------------------------------------------------------ | --- | -------- | -------------- |
| Am Armtje 2 53° 22′ 44″ N, 7° 2′ 9″ O                              | Ehem. Arbeiterwohnhäuser                               | Eingeschossiger Rohziegelbau mit Satteldach in Ecklage Turmstraße/Am Armtje. Traufseitig über Querflur erschlossen. Ehemaliger Stallanbau an der nördlichen Traufseite. Straßenseitige Giebel- und Traufseite nachträglich verputzt. | 49824986 | BW             |
| Am Armtje 4 53° 22′ 45″ N, 7° 2′ 11″ O                             | Gulfhof Reershemius                                    | Gulfhaus mit straßenseitiger Einfriedung, Vorgarten südöstlich gelegener Streuobstwiese und Dobben. Eineinhalbgeschossiger Backsteinbau auf hohem Keller. Giebelseitig über Außentreppe in der mittleren von fünf Achsen erschlossen. Wohnteil mit Segmentbogenöffnungen in Erd- und OG und zeittypischer, repräsentativer Fassadenzier. Wohnteil 1900 (i), Wirtschaftsteil älter. | 34667110 | BW             |
| Am Armtje 4 53° 22′ 45″ N, 7° 2′ 10″ O                             | Gulfhof Reershemius (ehem. Kochhaus)                   | Kleiner Ziegelbau mit Satteldach. | 49825613 | BW             |
| Am Armtje 4 53° 22′ 45″ N, 7° 2′ 12″ O                             | Gulfhof Reershemius (Nebenscheune)                     | Giebelständige Nebenscheune mit Krüppel- bzw. Vollwalmdach. Außenwände teils als massives Ziegelmauerwerk, teils als verbretterte Holzständerbauweise ausgeführt. | 49825545 | BW             |
| Am Armtje 4 53° 22′ 46″ N, 7° 2′ 12″ O                             | Gulfhof Reershemius (Wagenremise)                      | Eingeschossiger, nachträglich verputzter Ziegelbau auf längsrechteckigem Grundriss mit ziegelgedeckten Dreiviertelwalmdach, giebelständig zur Emsstraße. | 49825267 | BW             |
| Am Judendobbe 1 53° 22′ 41″ N, 7° 2′ 5″ O                          | Gulfhof Hesse                                          | Giebelständiger, eineinhalbgeschossiger Rohziegelbau. Wohnteil über Maueranker im Giebel inschriftlich auf 1834 datiert. Wandöffnungen im Erdgeschoss nachträglich verändert. Bauzeitliche, segmentbogige Fensteröffnungen auf Höhe der zwei Kornbodenebenen ablesbar. Giebelabschluss mit Beitelmauerwerk. Erschließung über den Ende 19./Anfang 20. Jh. errichteten, quergelagerten, östlichen Wohnhausanbau. Wirtschaftsgiebel in 2. Hälfte 20. Jh. erneuert. | 49825671 | BW             |
| Am Judendobbe 3 53° 22′ 42″ N, 7° 2′ 4″ O                          | Wohnhaus                                               | Giebelständiger, eingeschossiger Rohziegelbau, traufseitig erschlossen. Fassaden nachträglich verputzt. Sukzessive Erweiterung des Wohnraums durch Anbauten in südlicher Richtung. Im 19. Jh. Wohnhaus des Deichaufsehers. | 49825810 | BW             |
| Am Judendobbe 4 53° 22′ 43″ N, 7° 2′ 5″ O                          | Schatthaus                                             | Mittelgroßer, eingeschossiger Backsteinbau mit Krüppelwalmdach und gut erhaltenem Innengerüst (liegender Stuhl). Zweiräumiger Wohnteil in den Scheunenteil eingestellt. Um 1730 errichtet. Restauriert und zu Restaurant umgebaut. | 34667394 |                |
| Äußere Ringstraße 53° 22′ 49″ N, 7° 1′ 54″ O                       | Zingel (Wiese)                                         | Westnordwestlich der Warft gelegene, rechteckige und eingedeichte Grünfläche, auf der im Hochwasserfall die Tiere zusammengetrieben wurden. Heute als Sport- und Spielplatz genutzt. | 51425891 | BW             |
| Blumenstraße 1 53° 22′ 51″ N, 7° 2′ 13″ O                          | Ehem. Arbeiterwohnhäuser                               | Traufständiger, eingeschossiger Rohziegelbau mit rückwärtig abgeschlepptem Satteldach in halbgeschlossener Bauweise. Ehemaliger Stall an nordwestliche Hausecke angebaut. Nachträglich Riemchen. | 49831596 | BW             |
| Blumenstraße 2 53° 22′ 50″ N, 7° 2′ 13″ O                          | Ehem. Arbeiterwohnhäuser                               | Traufständiger, eingeschossiger, nachträglich verputzter Ziegelbau mit rückwärtig abgeschlepptem Satteldach in halbgeschlossener Bauweise. Firstlinie nachträglich erhöht. Giebelseitige Erschließung über Längsflur. Rückwärtig freistehender, ehemaliger Schweinestall. | 49831481 | BW             |
| Blumenstraße 2a 53° 22′ 50″ N, 7° 2′ 13″ O                         | Ehem. Arbeiterwohnhäuser                               | Traufständiger, eingeschossiger und nachträglich verputzter Ziegelbau mit rückwärtig abgeschlepptem Satteldach in halbgeschlossener Bauweise. Erschließung der Wohnräume über traufseitigen Mittelquerflur, unter rückwärtiger Abschleppung ehemals der Stall. | 49831531 | BW             |
| Blumenstraße 3 53° 22′ 50″ N, 7° 2′ 12″ O                          | Ehem. Arbeiterwohnhäuser                               | Traufständiger, eingeschossiger Rohziegelbau mit Satteldach in halbgeschlossener Bauweise. Beidseitig der mittigen, traufseitigen Erschließung je ein Wohnraum, rückwärtig Nebenräume. | 49831667 | BW             |
| Blumenstraße 4 53° 22′ 50″ N, 7° 2′ 12″ O                          | Ehem. Arbeiterwohnhäuser                               | Traufständiger, eingeschossiger und nachträglich verputzter Ziegelbau mit rückwärtig über die halbe Trauflänge abgeschlepptem Satteldach. Erschließung der Wohnräume über traufseitigen Mittelquerflur, ehemaliger Stallanbau unter Abschleppung. Im rückwärtigen Gartenbereich freistehender, ehemaliger Schafstall. | 49832252 | BW             |
| Blumenstraße 5 53° 22′ 50″ N, 7° 2′ 12″ O                          | Ehem. Arbeiterwohnhäuser                               | Giebelständiger, eingeschossiger Rohziegelbau mit Satteldach. Die ursprünglich zwei Wohneinheiten wurden jeweils über einen Querflur beidseits der Brandwand erschlossen. Rückwärtig angebaut der ehemalige Stallteil. | 49832197 | BW             |
| Blumenstraße 8 53° 22′ 48″ N, 7° 2′ 11″ O                          | Doppelhaus                                             | Traufständiges, eingeschossiges Backsteingebäude zu je vier Achsen unter Satteldach. Südhälfte an der Ecke zur Emsstraße mit bauzeitlichen Fenstern und Haustür, um 1900, die nördliche Haushälfte rekonstruiert. | 34667134 |                |
| Denkmalstraße 1 53° 22′ 49″ N, 7° 2′ 6″ O                          | Gulfhof Heikes                                         | Giebelständiger, eingeschossiger, mittelgroßer Gulfhof mit Vorgarten und Einfriedung. Wohnteil über mittlere von fünf Achsen im Giebel erschlossen. Zeittypische Fassadengliederung mit Ziegelziersetzung, u. a. entlang des Ortgangs und in den Fensterstürzen. | 34667159 |                |
| Denkmalstraße 2 53° 22′ 45″ N, 7° 2′ 6″ O                          | Wohnhaus                                               | Eingeschossiger, villenartiger Rohziegelbau mit Drempel und Krüppelwalmdach in unmittelbarer Nähe zu Kirche und Kirchhof. Ende 19./Anfang 20. Jh. Traufständig über die mittlere von fünf Achsen erschlossen. Zweiachsiges Zwerchhaus über Eingang. Eckerker an der Einmündung der Mühlenlohne in die Denkmalstraße. Niedrigerer Anbau entlang der Friedhofstraße. Zeittypische Fassadengestaltung mit Ziegelziersetzungen entlang der Giebel und Traufen und aufwendigen, eklektizistischen Fensterbekrönungen. | 49858939 | BW             |
| Denkmalstraße 4 53° 22′ 45″ N, 7° 2′ 8″ O                          | Ehem. Bäckerei                                         | Traufständiger, eingeschossiger Rohziegelbau mit Satteldach. Rückwärtig quergelagerter Wohnhausanbau, östlich anschließend weiterer quergelagerter Anbau. | 49858976 | BW             |
| Denkmalstraße 4 53° 22′ 45″ N, 7° 2′ 8″ O                          | Ehem. Stall                                            | Kleiner, freistehender Ziegelbau mit Satteldach, nördlich der Bäckerei in Ecklage zum Kirchhof. Westlich Anbau unter Abschleppung. | 51435517 | BW             |
| Denkmalstraße 5 53° 22′ 44″ N, 7° 2′ 5″ O                          | Villa Ohling                                           | Eineinhalbgeschossiges, freistehendes Wohnhaus auf L-förmigem Grundriss in Ecklage zur Judenstraße. Der Hauptbaukörper in Ostwestrichtung unter Krüppelwalm-, der drei Achsen breite und zwei Achsen tiefe Nebengiebel unter Satteldach mit großem Dachüberstand. | 34667186 |                |
| Emsstraße 2 53° 22′ 51″ N, 7° 2′ 5″ O                              | Ehem. Arbeiterwohnhäuser                               | | 34667646 | BW             |
| Emsstraße 3 53° 22′ 49″ N, 7° 2′ 7″ O                              | Wohnhaus                                               | Giebelständiger, eingeschossiger Rohziegelbau. Satteldach über südlicher Schmalseite abgewalmt. Traufseitig über Stichflur erschlossen, an dessen Ende ursprünglich die Küche, nördlich der Wohnraum, südlich der ehemalige Stallteil. | 49832834 |                |
| Emsstraße 7 53° 22′ 47″ N, 7° 2′ 10″ O                             | Doppelhaus                                             | Traufständiger, eingeschossiger Backsteinbau (gestrichen), ursprünglich wohl zwei Gebäude zu je vier Achsen. Ostgiebel inschriftlich auf 1766 datiert. Straßenseitig alte Fenster erhalten. Wohl im 19. Jh. überformt. | 34667211 |                |
| Emsstraße 8 53° 22′ 51″ N, 7° 2′ 8″ O                              | Gulfhof Peterssen, Falkenhayn'scher/Quistorp'scher Hof | Giebelständiger, eingeschossiger Rohziegelbau. Giebelseitig über die mittlere von fünf Achsen erschlossen. Wohnteil mit Segmentbogenöffnungen im Erd- und Rundbogenöffnungen im OG, 1910 erneuert. Zeittypische Fassadenzier in Form von tropfenförmigen Ziegelziersetzungen an Giebel- und Geschossgesims, bossierten bzw. diamantierten Brüstungsfeldern und Dreivierteilstäben oberhalb der Fensterstürze. | 34667236 |                |
| Emsstraße 12 53° 22′ 49″ N, 7° 2′ 9″ O                             | Ehem. Gasthof Ohling/Janssen                           | Giebelständiger, eineinhalbgeschossiger Rohziegelbau mit asymmetrischem, vierachsigem Giebel. Die Wohn- und Geschäftsräume traufseitig über die mittlere von sieben Achsen erschlossen. Historische Ziegelziersetzung mit Ecklisenen, Tropfenfries entlang des Giebels und Sägezahnfries als Geschoss- und Traufgesims. Wohnteil mutmaßlich in zwei Bauphasen errichtet und südwestlich verlängert. Vermutlich Um- und Ausbauten in den 1870er/1880er Jahren (vgl. Gebäudetaxierung der Ostfriesischen Brandkasse). | 34667502 | BW             |
| Emsstraße 20 53° 22′ 48″ N, 7° 2′ 11″ O                            | Wohn-/ Wirtschaftsgebäude                              | Giebelständiger, eingeschossiger Ziegelbau mit kleinem Drempel, straßenseitiger Giebel und südöstliche Traufseite nachträglich verputzt. Fensteröffnungen teilweise verändert. 1884 (i). | 51434603 | BW             |
| Emsstraße 30 53° 22′ 45″ N, 7° 2′ 15″ O                            | Gulfhof van Senden/Itzenga                             | Giebelständiger, zweigeschossiger Backsteinbau mit straßenseitigem Vorgarten mit altem Baumbestand, u. a. Reihen von Kopflinden, und Einfriedung (Eisenzaun auf Backsteinsockel). Giebelseitig über die mittlere von fünf Achsen erschlossen. Zeittypische Fassadengliederung mit Ecklisenen, Geschoss- und Traufgesimsen. Schwarzglasierte Tonziegel auf Wohnteil. Um 1890. | 34667262 | BW             |
| Emsstraße 32 53° 22′ 44″ N, 7° 2′ 14″ O                            | Gulfhof de Beer/Itzenga                                | Giebelständiger, eineinhalbgeschossiger Backsteinbau mit straßenbegleitender Einfriedung. Giebelseitig über die mittlere von fünf Achsen erschlossen. Zeittypische Fassadengliederung mit Ziegelziersetzungen. Schwarzglasierte Tondachziegel auf Wohnteil. Um 1890. | 34667291 |                |
| Emsstraße 34 53° 22′ 43″ N, 7° 2′ 13″ O                            | Gulfhof Itzenga                                        | Giebelständiger, eineinhalbgeschossiger Gulfhof mit straßenbegleitender Einfriedung. Der schlichte, vierachsige Wohngiebel mit zwei Kornbodenebenen, davor eine Reihe alter Kopflinden. Um Mitte 19. Jh. | 34667315 | BW             |
| Friedhofstraße 1 53° 22′ 45″ N, 7° 2′ 7″ O                         | Wohnhaus                                               | Eingeschossiger Backsteinbau auf längsrechteckigem Grundriss unter Satteldach. Traufseitig über Mittelquerflur erschlossen, ehemals östlich davon die Küche, westlich die Stube mit den Bettstellen. | 34667340 | Weitere Bilder |
| Judenlohne 14 53° 22′ 41″ N, 7° 2′ 7″ O                            | Ehem. Arbeiterwohnhäuser                               | Eingeschossiger Rohziegelbau mit Satteldach in Ecklage. Ende 19./Anfang 20. Jh. Rückwärtig über gartenseitigen Giebel erschlossen. Schlichte, zeittypische Fassadenzier mit Ziegelziersetzungen innerhalb der Segmentbogenstürze und entlang des Giebels. | 49855313 | BW             |
| Judenstraße 1 53° 22′ 43″ N, 7° 2′ 3″ O                            | Gulfhof van Raden/Ohling                               | Mittelgroßer Gulfhof des ostfriesischen Typs. Traufständiger, eingeschossiger Rohziegelbau mit Drempel. Erschließung über Mittelquerflur in westlicher Traufseite. | 49855061 | BW             |
| Liddenwegster Lohne 6 53° 22′ 49″ N, 7° 2′ 2″ O                    | Ehem. Arbeiterwohnhäuser                               | Giebelständiger, eingeschossiger Rohziegelbau vom Ende 19./Anfang 20. J h. Satteldach über dem nördlichen Giebel zum Krüppelwalm abgewalmt. Traufseitige Erschließung über Stichflur, südlich die Wohnräume, nördlich die Küche und der ehem. Stall. Zeittypische Ziegelziersetzung (Ortgang und Fensterstürze). | 49833281 | BW             |
| Lüttje Lohne 7 53° 22′ 44″ N, 7° 2′ 1″ O                           | Ehem. Arbeiterwohnhäuser                               | Giebelständiger, eingeschossiger Ziegelbau mit Satteldach in halbgeschlossener Bauweise. traufseitige Erschließung über Mittelquerflur. Wohnraumerweiterung entlang westlicher Traufseite. | 49834139 | BW             |
| Marktstraße 5 53° 22′ 41″ N, 7° 2′ 9″ O                            | Gulfhof Weets                                          | Giebelständiger, eineinhalbgeschossiger Gulfhof mit marktseitiger Einfriedung und Lindenreihe entlang des Wohngiebels. Giebelseitig erschlossen über die mittlere der fünf Achsen. Im EG segmentbogige, im OG rundbogige Öffnungen, ein Rundfenster im Giebeldreieck. Zeittypische Fassadenzier mit Ziegelziersetzungen, etwa als Tropfen- oder Zahnschnittfries. | 49857592 | BW             |
| Mönkehörner Lohne 6 / 6A 53° 22′ 48″ N, 7° 1′ 59″ O                | Ehem. Arbeiterwohnhäuser                               | Traufständiger, eingeschossiger Rohziegelbau mit Satteldach. Die spiegelbildlich aufgebauten Wohneinheiten setzten sich ursprünglich jeweils aus einem Flur entlang der mittigen Brandwand, einem Wohn- und Schlafraum und einem rückwärtigen Stallanbau zusammen. | 49833491 | BW             |
| Mönkehörner Lohne 8 53° 22′ 48″ N, 7° 2′ 0″ O                      | Ehem. Arbeiterwohnhäuser                               | Traufständiger, eingeschossiger Rohziegelbau über längsrechteckigem Grundriss. Satteldach über dem westlichen, ehemaligen Wirtschaftsgiebel abgewalmt. Östlicher Wohnteil mit Stube und Schlafstube, südlicher Wirtschaftsteil mit Küche und Stall, traufseitig erschlossen. Umfassend saniert und Blockrahmenschiebefenster wiederhergestellt. | 49833307 | BW             |
| Mönkehörner Lohne 16 53° 22′ 49″ N, 7° 2′ 4″ O                     | Gulfhof Ubben                                          | Giebelständiger, zweigeschossiger Backsteinbau. Der sattelgedeckte Wohnteil mit fünf auf drei Achsen auf beinahe quadratischem Grundriss. Das hohe EG zentral über den Giebel erschlossen, darüber zwei Kornbodenebenen in Ober- und DG. Zeittypischer Fassadenaufbau mit scheitrechten Stürzen oberhalb der Fenster und reduzierten Ziegelziersetzungen als Eckpilaster und Traufgesims, Mitte 19. Jh. Mauerwerk der Gulfscheune mit Ziegelziersetzungen und Segmentbogenfenstern Ende 19./ Anfang 20. Jh. erneuert. Einfriedung durch halbhohe Mauer entlang der Emsstraße. | 34667423 | BW             |
| Mönkestraße 2 53° 22′ 49″ N, 7° 2′ 6″ O                            | Ehem. Fuhrmannshof (Milchfuhrmann)                     | Traufständiger, eingeschossiger Rohziegelbau über längsrechteckigem Grundriss. Das Satteldach über dem südlichen, ehemaligen Wirtschaftsgiebel zum Krüppelwalm abgewalmt. Nördlicher Wohnteil traufseitig, südlicher Wirtschaftsteil giebelseitig erschlossen. | 49832787 | BW             |
| Mühlenlohne 1 53° 22′ 44″ N, 7° 2′ 3″ O                            | Windmühle                                              | Dreistöckiger Galerieholländer mit Steert und Segelgatterflügeln; aus Backsteinen gemauerter zweigeschossiger, polygonaler mit Lisenen gegliederter Sockel mit großem Tor und Gusseisenfenstern. Der hölzerne Achtkant mit Dachpappe bekleidet. | 34667448 | Weitere Bilder |
| Mühlenlohne 1 53° 22′ 43″ N, 7° 2′ 3″ O                            | Müllerhaus                                             | | 34667620 |                |
| Mühlenlohne 1 53° 22′ 43″ N, 7° 2′ 3″ O                            | Packhaus                                               | Heute genutzt vom Heimat-/Mühlenverein | 34667594 | BW             |
| Mühlenlohne 6 53° 22′ 43″ N, 7° 2′ 2″ O                            | Ehem. Arbeiterwohnhäuser                               | Giebelständiger, eingeschossiger Ziegelbau mit Satteldach in halbgeschlossener Bauweise. Süd- und Westfassade nachträglich verputzt. Giebelseitige Erschließung über Stichflur, östlich davon die Wohnräume, westlich die Küche und der ehemalige Stallbereich. | 49855102 | BW             |
| Neuwegster Lohne 1 53° 22′ 41″ N, 7° 2′ 8″ O                       | Fuhrmannshof                                           | Eingeschossiges Gulfhaus in Ziegelbauweise. Beitelmauerwerks-Verzierung im Wohngiebel, inschriftlich über Maueranker auf 1780 datiert. Am Übergang zur Gulfscheune seitlicher Anbau mit historistischem Giebeldekor. Gulfscheune unter Vollwalm, um 1870. | 34667571 |                |
| Neuwegster Lohne 3 53° 22′ 41″ N, 7° 2′ 8″ O                       | Ehem. Arbeiterwohnhäuser                               | Traufständiger, eingeschossiger Rohziegelbau auf längsrechteckigem Grundriss. Satteldach oberhalb des südlich gelegenen, ehemaligen Stallteils mit Halbwalm. Nördlicher Wohnteil mit Wohn- und Schlafstube sowie Küche traufseitig durch Querflur erschlossen. | 49855373 | BW             |
| Turmstraße 1 53° 22′ 48″ N, 7° 2′ 8″ O                             | Ehem. Pfarrhaus                                        | Eingeschossiger Rohziegelbau mit Drempel und Krüppelwalmdach vom Ende 19. Jh. Großes Gartengrundstück nördlich und östlich durch alte Linden eingefriedet. Wohngebäude traufseitig über die mittlere von fünf Achsen erschlossen. Bauzeitlicher Wirtschaftsteil durch Gemeindesaalanbau aus 2. Hälfte 20. Jh. ersetzt. Die segmentbogigen Fenster- und Türöffnungen von spitzbogigen und als Putzfelder abgesetzten Blendbögen überfangen. Geschmiedete Maueranker als Fassadenzier. | 49824682 | Weitere Bilder |
| Turmstraße 2 53° 22′ 47″ N, 7° 2′ 10″ O                            | Ehem. Schulmeisterhaus                                 | Traufständiger, eingeschossiger Rohziegelbau mit Krüppelwalmdach. 1936 als Schulmeisterei anstelle des in die Jahre gekommenen Vorgängerbaus errichtet. | 49859116 | BW             |
| Turmstraße 3 53° 22′ 46″ N, 7° 2′ 7″ O                             | Kirche                                                 | Längsgerichteter Saalbau mit Mischmauerwerk aus Tuff- und Backstein mit westlich angebautem Kirchturm. Turm mit Zeltdach und hölzernem Dachreiter mit Galerie und Kupferdach. Westportal mit spitzbogigem Gewände aus tief gekehlten Back- und Tuffsteinen. Jeweils vier große Spitzbogenfenster auf der Nord- und Südseite des Kirchenschiffs und zusätzlich zwei kleinere Fenster am östlichen Ende des Saalbaus. Westgiebel und Turm durch Blendbogennischen geschmückt. Zugang durch den Turm von Osten; Verbindung zwischen Turm und Saal über eine weite Rundbogenöffnung. Kirchenschiff im Inneren mit Holzbalkendecke, hölzerne Tonnendecke über der westlichen Orgelempore. Ausstattung aus mehreren Bauphasen 15. Jh. (Kirche), 1585 (Turm), 1686 (Spitze), darunter spätgotische Orgel. | 34667365 | Weitere Bilder |
| Turmstraße 3 53° 22′ 46″ N, 7° 2′ 7″ O                             | Friedhof                                               | | 34667730 | BW             |
| Turmstraße 3 53° 22′ 46″ N, 7° 2′ 6″ O                             | Einfriedung                                            | | 34667782 | BW             |
| Turmstraße 4 / 4a 53° 22′ 46″ N, 7° 2′ 9″ O                        | Ehem. Schule                                           | Traufständiger, eingeschossiger Rohziegelbau auf hohem Keller mit Krüppelwalmdach. | 49859141 | BW             |
| Turmstraße 6 53° 22′ 45″ N, 7° 2′ 9″ O                             | Schmiede                                               | | 49859087 | BW             |
| Turmstraße 8 53° 22′ 45″ N, 7° 2′ 9″ O                             | Ehem. Arbeiterwohnhäuser                               | | 49858994 | BW             |
| Emsstraße; Turmstraße; Mönkehörner Lohne 53° 22′ 47″ N, 7° 2′ 8″ O | Teiche                                                 | | 51425938 | BW             |